# Obereopsis atrifrons
Obereopsis atrifrons är en skalbaggsart som beskrevs av Stefan von Breuning 1957. Obereopsis atrifrons ingår i släktet Obereopsis och familjen långhorningar. Inga underarter finns listade i Catalogue of Life.